# Sneeuwbal (snoep)
Een sneeuwbal is een bolvormig Belgisch snoepje dat erkend is als Vlaams streekproduct. Het is gemaakt uit opgeklopte margarine en omhuld met chocolade en bloemsuiker. Het is beschikbaar van september tot maart. 
August Larmuseau maakte de eerste 'sneeuwballen' tijdens de Wereldtentoonstelling van 1913 als betaalbare variant van een praline. Confiserie Larmuseau is nog steeds de grootste producent van het snoepgoed.